# Hans-Karl von Scheele

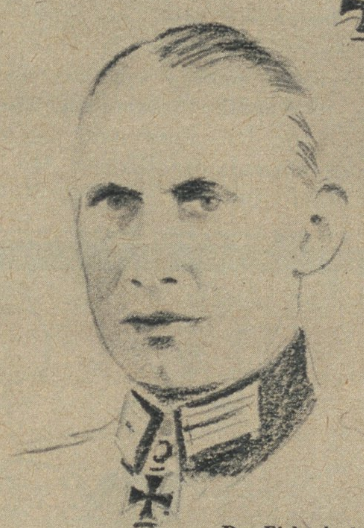
Generaloberst Karl-Heinz von Scheele

Hans-Karl Gustav Julius Fritz von Scheele (* 23. Mai 1892 in Magdeburg; † 8. Oktober 1955 in Bad Homburg) war ein deutscher General der Infanterie der Wehrmacht im Zweiten Weltkrieg und zugleich letzter Präsident des Reichskriegsgerichts.

## Leben

### Herkunft
Seine Eltern waren der preußische Oberstleutnant Albert Georg von Scheele (1851–1913) und dessen Ehefrau Ida Konradine, geborene Genthe (1867–1941).

### Militärlaufbahn
Hans-Karl Scheele besuchte ein Goslaer Gymnasium und trat als Fahnenjunker Mitte März 1911 der Infanterie der Armee bei. Beim Garde-Grenadier-Regiment 3 wurde er 1912 Leutnant und nahm am Ersten Weltkrieg teil. Für sein Wirken erhielt er beide Klassen des Eisernen Kreuzes, das Ritterkreuz des Königlichen Hausordens von Hohenzollern mit Schwertern und das Ritterkreuz II. Klasse des Ordens vom Zähringer Löwen mit Schwertern sowie das Verwundetenabzeichen in Schwarz.
Nach dem Krieg wurde er in die Reichswehr übernommen und diente in verschiedenen Einheiten, u. a. als Hauptmanns 1928 im 7. (Preußisches) Infanterie-Regiment und 1931 im 15. Infanterie-Regiment.
Mitte 1935 wurde er zum Oberstleutnant und Anfang März 1938 zum Oberst befördert. Ende 1937 war Scheele Kommandeur eines Lehrgangs an der Kriegsschule Hannover.
Er führte im Zweiten Weltkrieg von September 1939 bis Mitte Dezember 1941 das Infanterie-Regiment 191 bei der 71. Infanterie-Division. Mit dem Regiment nahm er während des Westfeldzug in Frankreich u. a. an der Eroberung der Stadt Nancy teil und erhielt am 4. Juli 1940 das Ritterkreuz des Eisernen Kreuzes. Anschließend führte Scheele sein Regiment im Ostfeldzug. Im Oktober 1941 folgte seine Beförderung zum Generalmajor. Anschließend übernahm er vom 13. Dezember 1941 bis 1. Februar 1943, unterbrochen durch die Vertretung von Generalleutnant Edgar Hielscher von September 1942 bis November 1942, als Kommandeur die 208. Infanterie-Division. Von Februar 1943 bis zur Auflösung Ende März 1943 war er Namensgeber und Kommandierender General des Korps Scheele. Von Ende März 1943 bis Mitte 1943 war er Stellvertretender Führer des LIII. Armeekorps und wurde zwischenzeitlich am 2. April 1943 mit dem Eichenlaub zum Ritterkreuz des Eisernen Kreuzes (217. Verleihung) ausgezeichnet.
Später im Krieg leitete Scheele von Oktober 1943, seit März 1943 Generalleutnant, bis zum 20. November 1943 als Kommandierender General das LII. Armeekorps. Er erlitt eine schwere Verwundung und wurde von der Front zurückgezogen. Anschließend wurde er Anfang Dezember 1943 zum General der Infanterie befördert und nach seiner Genesung ab Anfang 1944 Chef des Feldzeugkorps II. Später wurde er Befehlshaber des Feldjägerkommandos III.
Mit seiner Ernennung am 1. November 1944 wurde Scheele Nachfolger des Präsidenten des Reichskriegsgerichts Admiral Max Bastian und blieb es bis Kriegsende. In seiner kurzen Amtszeit hob er einige Urteile des Senats des Reichskriegsgerichts auf, verurteilte aber auch kurz vor Kriegsende erreichte er die Aussetzung des Urteils gegen Gerhard Kegler. Mitte April 1945 verurteilte er den General der Infanterie Hermann von Hanneken zu acht Jahre Haft inkl. Rangverlust.

### Familie
Sein jüngerer Bruder war Alexander von Scheele (1898–1975), der ebenfalls in frühen Jugendjahren eine militärische Laufbahn einschlug und später Oberst bei der Luftwaffe war.
Hans-Karl von Scheele heiratete am 7. Oktober 1919 Annemarie Lueder (* 1898). Das Paar hatte wenigstens eine Tochter.

## Schriften (Auswahl)
- mit Friedrich von Cochenhausen: Anleitung für Planübungen und Kriegsspiele im kleinen und großen Rahmen. R. Schröder, Berlin 1942, 4. Auflage.